# 営口東駅
営口東駅（えいこうひがしえき）とは、中華人民共和国遼寧省営口市老辺区に位置する哈大旅客専用線、盤営旅客専用線の駅。

## 歴史
- 2012年12月1日　開業。

## 隣の駅
中華人民共和国鉄道部
哈大旅客専用線
海城西駅 - 営口東駅 - 蓋州西駅
盤営旅客専用線
盤錦駅 - 営口東駅
座標: 北緯40度37分25秒 東経122度25分26秒 / 北緯40.623705度 東経122.423854度